# Pere Prat i Gaballí
Pere Prat i Gaballí (Pineda de Mar, 11 de gener de 1885 – Barcelona, 6 de desembre de 1962) és considerat el pare de la publicitat catalana i espanyola. Entre les seves obres, destaquen La publicidad de nuestro tiempo (1916), L'ensenyament comercial i la formació comercial de venedors hàbils (1918) o Técnica de la publicidad (1921). Pere Prat també despunta per la seva trajectòria literària, dins el postsimbolisme.